# Калалцо ди Кадоре
Кала̀лцо ди Кадо̀ре (на италиански: Calalzo di Cadore; на ладински: Cialàuž, Чалауж) е село и община в Северна Италия, провинция Белуно, регион Венето. Разположено е на 806 m надморска височина. Населението на общината е 2113 души (към 2014 г.).